# 오스트레일리아 빅토리아 캔터베리 여학교

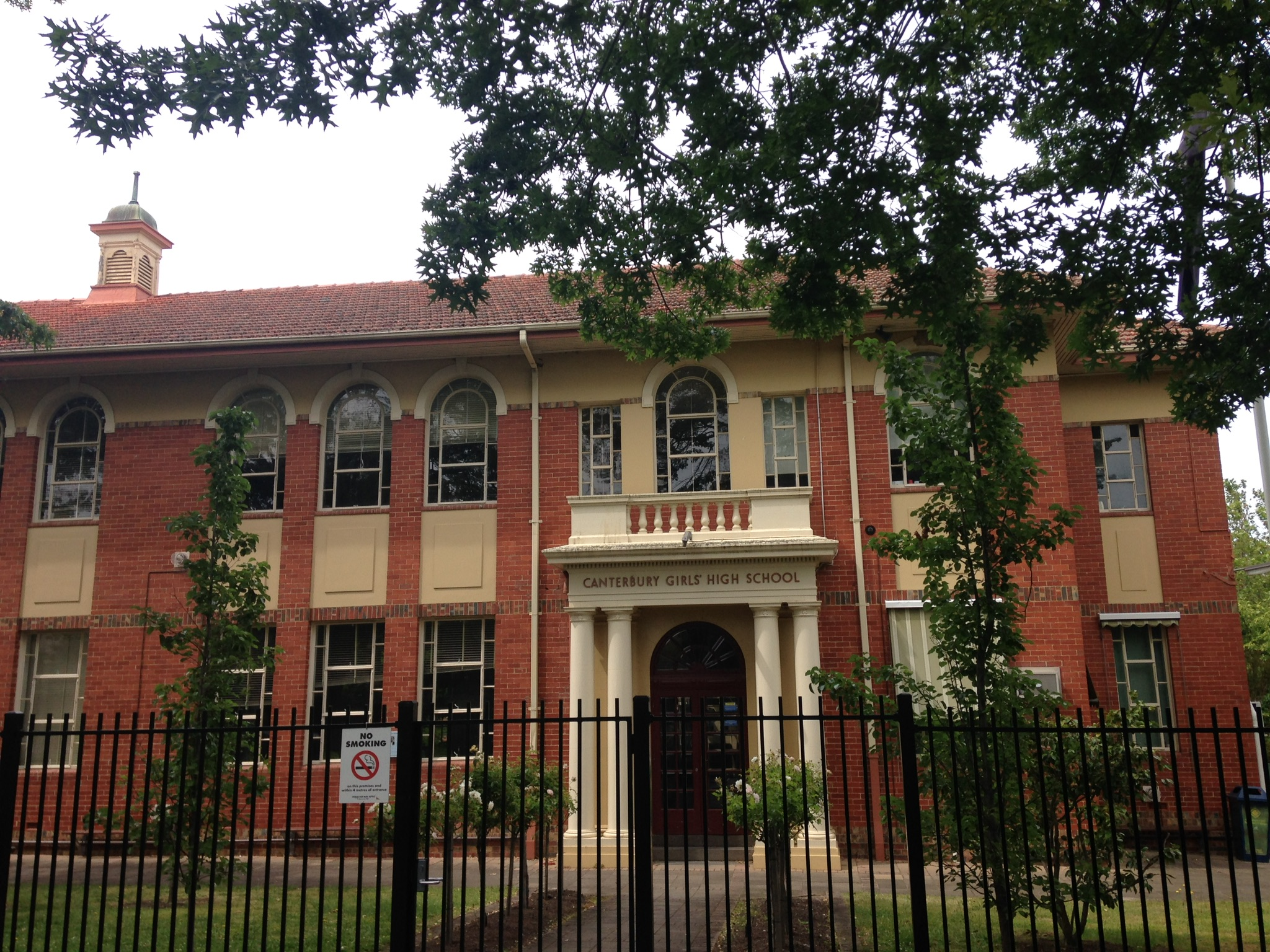

오스트레일리아 빅토리아 캔터베리 여학교(Canterbury Girls' Secondary College)는 오스트레일리아 빅토리아 주 캔터베리의 로마 가톨릭 종파 사립 여자 초중고등학교이다. 1928년 교황 비오 11세의 관련 지원을 통하여 개교하였고 그 후 현재에 이르고 있다.